# Ophiomyia carolinae
Ophiomyia carolinae este o specie de muște din genul Ophiomyia, familia Agromyzidae, descrisă de Spencer în anul 1986.
Este endemică în North Carolina. Conform Catalogue of Life specia Ophiomyia carolinae nu are subspecii cunoscute.